# وزارة كمال الجنزوري الأولى
وزارة كمال الجنزوري الأولى هي الوزارة الثانية عشر بعد المائة في تاريخ مصر وتشكلت في 4 يناير 1996.:132:134

## أعضاء الحكومة
| الوزارة                                                  | الوزير                    |
| -------------------------------------------------------- | ------------------------- |
| رئيس مجلس الوزراء ووزير التخطيط                          | كمال الجنزوري             |
| نائب رئيس مجلس الوزراء ووزير الزراعة واستصلاح الأراضي    | يوسف والي                 |
| الدفاع والإنتاج الحربي                                   | محمد حسين طنطاوي          |
| الداخلية                                                 | حسن الألفي                |
| الخارجية                                                 | عمرو موسى                 |
| المالية                                                  | محيي الدين أبو بكر الغريب |
| التأمينات والشئون الاجتماعية                             | آمال عثمان                |
| النقل والمواصلات                                         | سليمان متولي سليمان       |
| الكهرباء والطاقة                                         | محمد ماهر أباظة           |
| الإعلام                                                  | محمد صفوت الشريف          |
| قطاع الأعمال العام والدولة للتنمية الإدارية وشئون البيئة | عاطف عبيد                 |
| العدل                                                    | فاروق سيف النصر           |
| الثقافة                                                  | فاروق حسني                |
| الإدارة المحلية                                          | محمود سيد أحمد شريف       |
| التعليم                                                  | حسين كامل بهاء الدين      |
| البترول                                                  | حمدي البنبي               |
| السياحة                                                  | ممدوح البلتاجي            |
| الأشغال العامة والموارد المائية                          | محمد عبد الهادي راضي      |
| الإسكان والمرافق والمجتمعات العمرانية                    | محمد إبراهيم سليمان       |
| القوى العاملة والهجرة                                    | أحمد العماوي              |
| التجارة والتموين                                         | أحمد جويلي                |
| شئون مجلس الوزراء والمتابعة                              | طلعت سيد حماد             |
| الأوقاف                                                  | محمود حمدي زقزوق          |
| الصناعة والثروة المعدنية                                 | سليمان رضا علي سليمان     |
| الصحة والسكان                                            | إسماعيل عوض الله سلام     |
| الاقتصاد والتعاون الدولي                                 | نوال عبد المنعم التطاوي   |
| الدولة للإنتاج الحربي                                    | محمد الغمراوي داوود       |
| دولة برئاسة مجلس الوزراء                                 | يوسف بطرس غالي            |
| دولة لشئون مجلسي الشعب والشورى                           | كمال الشاذلي              |
| الدولة لشئون مجلسي الشعب والشورى                         | محمد زكي أبو عامر         |
| الدولة لشئون البحث العلمي                                | فينيس كامل جودة           |
| الدولة للتخطيط                                           | ظافر سليم البشري          |

## تعديلات
- في 26 نوفمبر 1996 توفى محمد عبد الهادي راضي وزير الأشغال العامة والموارد المائية.
- في 8 يوليو 1997 أجري تعديل وزاري شمل تعيين كل من:[4]
  - كمال الجنزوري رئيس مجلس الوزراء ووزيراً للتخطيط والتعاون الدولي.
  - عاطف عبيد وزيراً لقطاع الأعمال العام.
  - محمود سيد أحمد شريف وزيراً للتنمية الريفية.
  - حسين كامل بهاء الدين وزيراً للتربية والتعليم.
  - يوسف بطرس غالي وزيراً للاقتصاد.
  - محمد زكي أبو عامر وزير دولة للتنمية الإدارية.
  - ظافر سليم البشري وزير دولة للتخطيط والتعاون الدولي.
  - مفيد شهاب وزيراً للتعليم العالي ووزير دولة لشئون البحث العلمي.
  - محمود عبد الحليم أبو زيد وزيراً للأشغال العامة والموارد المائية.
  - مرفت التلاوي وزيرة للتأمينات والشئون الاجتماعية.
  - نادية رياض مكرم عبيد وزيرة دولة لشئون البيئة.
- في 18 نوفمبر 1997 عين اللواء حبيب العادلي وزيراً للداخلية.[5]